# Ennio Van der Gouw
Ennio Van der Gouw (Bramhall (Verenigd Koninkrijk), 14 februari 2000) is een Nederlands voetballer die als doelman voor SV Zulte Waregem speelt. Hij is een zoon van Raimond Van der Gouw.

## Carrière
Van der Gouw werd geboren in Engeland, waar zijn vader Raimond destijds doelman was bij Manchester United. Hij speelde in Nederland in de jeugd van SV Schalkhaar als middenvelder voordat hij op advies van zijn vader de switch maakte naar keeper. In 2014 stapte hij over naar de jeugdopleiding van FC Twente en tekende er vijf jaar later zijn eerste profcontract. In het seizoen 2020/21 werd Van der Gouw vanuit de beloftenselectie doorgeschoven naar de selectie van de hoofdmacht waar hij derde keeper werd achter Joël Drommel en Jeffrey de Lange. Bij gebrek aan perspectief op speelminuten in het eerste elftal vertrok Van der Gouw in de zomer van 2022 uit Enschede en tekende bij VVV-Venlo een contract voor twee jaar met een optie voor een extra seizoen. Na de oefencampagne gaf trainer Rick Kruys bij de start van het seizoen 2022/23 de voorkeur aan Lukáš Zima als eerste doelman. Van der Gouw maakte op 16 september 2022 zijn profdebuut als invaller, nadat Zima in een thuiswedstrijd tegen Jong PSV een kwartier voor tijd geblesseerd uitviel. Omdat Zima hierna maandenlang uit de roulatie was, werd Van der Gouw de nieuwe nummer een onder de lat. Die plek stond hij de rest van het seizoen niet meer af. Dankzij een prima debuutseizoen trok Van der Gouw de belangstelling van andere clubs. Op 12 juli 2023 werd bekend dat hij een vierjarig contract tekende bij SV Zulte Waregem.

## Statistieken
| Seizoen | Club             | Competitie      | Competitie | Competitie | Beker | Beker | Playoffs | Playoffs | Totaal | Totaal |
| Seizoen | Club             | Competitie      | Wed.       | Dlp.       | Wed.  | Dlp.  | Wed.     | Dlp.     | Wed.   | Dlp.   |
| ------- | ---------------- | --------------- | ---------- | ---------- | ----- | ----- | -------- | -------- | ------ | ------ |
| 2020/21 | FC Twente        | Eredivisie      | 0          | 0          | 0     | 0     | —        | —        | 0      | 0      |
| 2021/22 | FC Twente        | Eredivisie      | 0          | 0          | 0     | 0     | —        | —        | 0      | 0      |
| 2022/23 | VVV-Venlo        | Eerste divisie  | 32         | 0          | 1     | 0     | 4        | 0        | 37     | 0      |
| 2023/24 | SV Zulte Waregem | Eerste klasse B | 2          | 0          | 2     | 0     | —        | —        | 4      | 0      |
| 2024/25 | SV Zulte Waregem | Eerste klasse B | 15         | 0          | 0     | 0     | —        | —        | 15     | 0      |
| Totaal  | Totaal           | Totaal          | 49         | 0          | 3     | 0     | 4        | 0        | 56     | 0      |

Bijgewerkt tot en met 20 december 2024.